# مسجد ضرار
المسجد الضرار هو مسجد قد بني لأبي عامر الذي كان يقال له أبو عامر الراهب، وكان قد تنصر في الجاهلية وكان المشركون يعظمونه، فلما جاء الإسلام فر إلى الكافرين، فقامت طائفة من المنافقين ببناء هذا المسجد الذي سمي مسجد ضرار، وقصدوا أن يبنوه لأبي عامر ولم يبنوه لأجل فعل ما أمر الله به ورسوله بل لغير ذلك، فأمر الرسول بهدمه وقد هُدم.
قال البركتي هو مسجد اتخذه المنافقون ضرارًا وكفرًا وتفريقًا بين المؤمنين وإرصادا لمن حارب الله ورسوله في عهد النبي فأنزل الله فيه «لَا تَقُمْ فِيهِ أَبَدًا» فهدمه النبي وأحرقه فهو مسجد خاص، نعم يُلحق به في الذمَّ وعدم الثواب كل مسجد بُني مباهاة أو رياء أو سمعة أو لغرض سوى ابتغاء وجه الله تعالى، أو بمال غير طيب لكن ليس هو مسجد ضرار حقيقة حتى يهدم ويحرق والله أعلم.

## ذكره في القرآن الكريم
ورد ذكر مسجد ضرار في سورة التوبة:
﴿وَالَّذِينَ اتَّخَذُوا مَسْجِدًا ضِرَارًا وَكُفْرًا وَتَفْرِيقًا بَيْنَ الْمُؤْمِنِينَ وَإِرْصَادًا لِمَنْ حَارَبَ اللَّهَ وَرَسُولَهُ مِنْ قَبْلُ وَلَيَحْلِفُنَّ إِنْ أَرَدْنَا إِلَّا الْحُسْنَى وَاللَّهُ يَشْهَدُ إِنَّهُمْ لَكَاذِبُونَ ۝١٠٧ لَا تَقُمْ فِيهِ أَبَدًا لَمَسْجِدٌ أُسِّسَ عَلَى التَّقْوَى مِنْ أَوَّلِ يَوْمٍ أَحَقُّ أَنْ تَقُومَ فِيهِ فِيهِ رِجَالٌ يُحِبُّونَ أَنْ يَتَطَهَّرُوا وَاللَّهُ يُحِبُّ الْمُطَّهِّرِينَ ۝١٠٨ أَفَمَنْ أَسَّسَ بُنْيَانَهُ عَلَى تَقْوَى مِنَ اللَّهِ وَرِضْوَانٍ خَيْرٌ أَمْ مَنْ أَسَّسَ بُنْيَانَهُ عَلَى شَفَا جُرُفٍ هَارٍ فَانْهَارَ بِهِ فِي نَارِ جَهَنَّمَ وَاللَّهُ لَا يَهْدِي الْقَوْمَ الظَّالِمِينَ ۝١٠٩ لَا يَزَالُ بُنْيَانُهُمُ الَّذِي بَنَوْا رِيبَةً فِي قُلُوبِهِمْ إِلَّا أَنْ تَقَطَّعَ قُلُوبُهُمْ وَاللَّهُ عَلِيمٌ حَكِيمٌ ۝١١٠﴾ 

## قصة المسجد
روي أن بني عمرو بن عوف لما بنوا مسجد قباء وكان يأتيهم رسول الله ﷺ ويصلي فيه، حسدتهم بنو غنم بن عوف وقالوا: نبني مسجدا ونرسل إلى رسول الله ﷺ يصلي فيه ويصلي فيه أبو عامر الراهب إذا قدم من الشام ليثبت لهم الفضل والزيادة على إخوانهم، وأبو عامر هو الذي سماه النبي محمد بالفاسق، وقال الرسول: لا أجد قوما يقاتلونك إلا قاتلتك معهم، فلم يزل يقاتله إلى يوم حنين فلما انهزمت هوازن خرج هاربا إلى الشام وأرسل إلى المنافقين أن استعدوا بما استطعتم من قـوة وسلاح فإني ذاهب إلى قيصر وآت بجنود ومخرج محمدا وأصحابه من المدينة، فبنوا مسجد الضرار إلى جانب مسجد قباء، وقالوا للنبي: بنينا مسجدا لذي العلة والحاجة والليلة المطيرة والشاتية، ونحن نحب أن تصلي لنا فيه وتدعو لنا بالبركة، فقال الرسول: إني على جناح سفر وحال شغل وإذا قـدمنا إن شاء الله صلينا فيه، فلما قفل من غزوة تبوك سألوه إتيان المسجد، فنزل قوله تعالى: «وَالَّذِينَ اتَّخَذُوا مَسْجِدًا ضِرَارًا وَكُفْرًا» إلى قوله «لَا تَقُمْ فِيهِ أَبَدًا»، فدعا بمالك بن الذخشم ومعن بن عدي وعامر بن السكن ووحشي قاتل حمزة بن عبد المطلب فقال لهم: انطلقوا إلـى هذا المسجد الظالم أهله فاهدموه واحرقوه، ففعلوا وأمر أن يجعل مكانه كناسة تلقى فيـها الجـيف والقمامة.

## أسماء من بنوا المسجد
كان الذين بنوه مسجد ضرار اثني عشر رجلا:
1. خذام بن خالد: من بني عبيد بن زيد أحد بني عمرو بن عوف ومن داره أخرج مسجد الشقاق.
2. ثعلبة بن حاطب: من بني عبيد وهو إلى بني أمية بن زيد.
3. ومعتب بن قشير: من بني ضبيعة بن زيد.
4. أبو حبيبة بن الأذعر: من بني ضبيعة بن زيد.
5. عباد بن حنيف: أخو سهل بن حنيف من بني عمرو بن عوف.
6. جارية بن عامر.
7. مجمّع بن جارية.
8. زيد بن جارية.
9. نبتل بن الحارث: من بني ضبيعة.
10. بحزج: وهو من بني ضبيعة.
11. بجاد بن عثمان: وهو من بني ضبيعة.
12. وديعة بن ثابت: وهو إلى بني أمية رهط أبي لبابة بن عبد المنذر.